# Cibecue
Cibecue je pleme Zapadnih Apača, porodica Athapaskan, nastanjeno u istočnoj Ariozoni na području današnjeg rezervata Fort Apache. Cibecue Apači dijelili su se na 3 bande, to su: Canyon Creek na Canyon Creeku, u današnjim okruzima Gila i Navajo; Carrizo Apači, s Carrizo Creeka u okrugu Gila; i Cibecue vlastiti na Cibecue Creeku. Na dan 30 kolovoza 1881. nad bandom Cibecue izvršen je masakr u kojem je ubijen i medicineman (vrač) Noch-ay-del-klinne, oko 50 milja sjeverno od Globea ,na rijeci Cibecue Creek. Na mjestu pokolja danas se nalazi gradić Cibecue u rezervatu White Mountain. Pokolj na Cibecue Creeku natjerao je Geronima i njegove Chiricahue na novi ustanak.  -Gradić Cibecue na zapadnom kraju rezervata, danas služi kao središte Cibecue Apača, srodnih ali različitih od Apača Bijelo Brdo i San Carlos. 

## Vanjske poveznice
- White Mountain Apache Indian Reservation: West Of Whiteriver  Arhivirana inačica izvorne stranice od 27. travnja 2006. (Wayback Machine)
- A Cognitive Approach...  Arhivirana inačica izvorne stranice od 7. rujna 2006. (Wayback Machine)
- Cibecue, Arizona